# Ludi Cereris

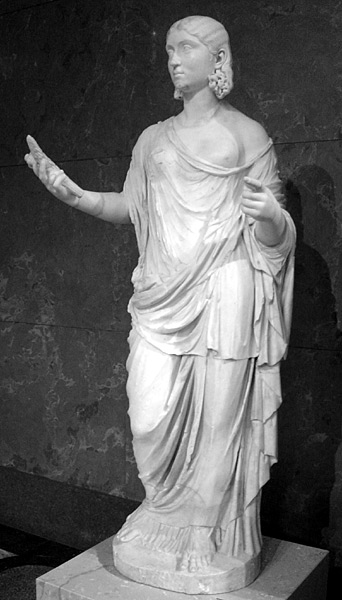
Statue der fruchttragenden Ceres aus dem Louvre

Die Ludi Cereris (lateinisch für „Spiele der Ceres“; auch Cerialia genannt) waren im römischen Kalender vom 12. bis 19. April als offizielle Feriae stativae der Getreidegöttin Ceres gewidmet und schlossen unmittelbar an die Ludi Megalenses an, die am 11. April endeten. Die mehrtägigen Ludi Cereris sind seit dem dritten Jahrhundert v. Chr. belegt. 
Der letzte Tag der Ludi Cereris war zugleich der Weihungstag des dreizelligen Tempels der Ceres, der ihr noch mit etruskischem Grundriss zwischen Circus Maximus und Aventin ab 496 v. Chr. gebaut wurde. Der Diktator Postumius soll wegen einer Hungersnot auf Weisung der sibyllinischen Bücher der Ceres einen Tempel ausgelobt haben, der schließlich am 19. April 493 v. Chr. durch den Konsul Spurius Cassius geweiht wurde. Die Tempelopfer galten ausschließlich der Ceres. Im Jahr 31 v. Chr. brannte der Tempel nieder, den Augustus danach erneuerte und Tiberius weihte.
Im Rahmen des Festprogramms fanden unter anderem die seit 186 v. Chr. belegten Tierhetzen statt, bei denen im Circus Maximus Füchse mit auf dem Rücken befestigten brennenden Fackeln ausgesetzt wurden. Die Zuschauer sollten aus diesem Anlass möglichst weiße Kleidung tragen. Ovid erwähnte in diesem Zusammenhang, dass die Ludi Cereris einen Tag nach dem Frühuntergang des Sternbildes Orion begonnen hätten.